# 2000년 6월
| 2000년: 1월 · 2월 · 3월 · 4월 · 5월 · 6월 · 7월 · 8월 · 9월 · 10월 · 11월 · 12월 |

| <          | 2000년 6월 | 2000년 6월 | 2000년 6월 | 2000년 6월  | 2000년 6월 | >          |
| 일         | 월         | 화         | 수         | 목          | 금         | 토         |
|            |            |            |            | 1 4.29 경인 | 2 5.1 신묘 | 3 2 임진   |
| 4 3 계사   | 5 4 갑오   | 6 5 을미   | 7 6 병신   | 8 7 정유    | 9 8 무술   | 10 9 기해  |
| 11 10 경자 | 12 11 신축 | 13 12 임인 | 14 13 계묘 | 15 14 갑진  | 16 15 을사 | 17 16 병오 |
| 18 17 정미 | 19 18 무신 | 20 19 기유 | 21 20 경술 | 22 21 신해  | 23 22 임자 | 24 23 계축 |
| 25 24 갑인 | 26 25 을묘 | 27 26 병진 | 28 27 정사 | 29 28 무오  | 30 29 기미 |            |

| 편집하기 |

## 2000년6월 13일
- 남북 정상 회담이 15일까지 개최되다.

## 2000년6월 10일
- 유로 2000 대회가 개막되다. (~7월 2일)